# Caridina wyckii
Caridina wyckii is een garnalensoort uit de familie van de Atyidae. De wetenschappelijke naam van de soort is voor het eerst geldig gepubliceerd in 1888 door Hickson.